# Blodgettia confervoides
Blodgettia confervoides är en svampart som beskrevs av Harv. 1858. Blodgettia confervoides ingår i släktet Blodgettia, divisionen sporsäcksvampar och riket svampar.   Inga underarter finns listade i Catalogue of Life.